# Вторичная занятость
Вторичная занятость — дополнительная работа лица, имеющего основную работу. В просторечии данное понятие обозначается как «совместительство», «подработка», «приработок» и «халтура». Вторичная занятость может осуществляться по совместительству, по трудовому контракту, как разовая работа, а также в других формах. Население прибегает к дополнительным способам заработка по различным причинам, но в большинстве случаев вторичной занятости способствуют кризисные явления в экономике. В СССР возможности вторичной занятости и совместительства были ограничены законодательством. В узком смысле это понятие также используется для неработающих слоёв населения (например, студенты, пенсионеры), в качестве характеристики для их неосновного занятия. В широком смысле под понятием вторичная занятость понимают деятельность граждан, связанную с дополнительной работой помимо основного места работы. Не считается таковой работа на нескольких предприятиях, когда это обусловлено родом деятельности по основному месту работы, то есть командировки, временные перемещения, а также работа на приусадебном, садовом участке, ремонт жилища, производство одежды, обуви и других предметов для собственных нужд.

## Общая информация

### Историческая справка
Запреты на вторичную занятость фактически перестали действовать в конце 1980-х годов, когда кризис советского планового хозяйства ударил по доходам большинства граждан СССР. Для многих выходом стал поиск дополнительных мест работы. Как свидетельствуют исследования российского рынка труда и занятости, если на рубеже 1980-х — 1990-х годов среди российского населения различными видами приработков занималось около 16 % россиян, то в середине 1990-х годов эта доля составляла уже 22 %. Поэтому вполне оправданно рассматривать дополнительную занятость как составляющую более широкого процесса адаптации населения к новым экономическим условиям.

### Концепции вторичной занятости
Существуют две концепции вторичной занятости:
- Согласно статистической концепции к дополнительной относится работа, выполняемая помимо основной и параллельно ей. Термин вторичная занятость интерпретируется аналогичным образом. Согласно этому пониманию заработки неработающих категорий населения не могут быть отнесены к вторичным или дополнительным[5].

- При социологической трактовке под дополнительной работой подразумевается вторичная занятость работающего населения и занятость категорий населения, которые определяют своё основное занятие как пенсионер, безработный, учащийся, занятый в домашнем хозяйстве[6].

### Вторичная занятость сегодня
В сферу вторичной занятости вовлечены миллионы работающих людей. Это заставляет рассмотреть этот социально-экономический феномен с позиции более полного и всестороннего его изучения. В этом смысле занятость можно рассматривать как социальную проблему, так как включение в неё широких слоёв населения существенным образом влияет на разнообразные социальные процессы.
По данным некоторых исследований на активность молодёжи на рынке вторичной занятости влияют объективные макроэкономические условия и внутреннее ощущение необходимости заработка, являющееся отражением стремления к определённому уровню жизни.
Можно говорить о некотором диссонансе между характеристиками желаемой и действительной работы. Молодёжь в большей степени заинтересована в реализации на дополнительной работе собственного творческого потенциала, чем это на данный момент может предложить рынок дополнительного труда. Существует потребность трудящейся молодёжи в рабочих местах, позволяющих приобретать и реализовывать профессиональные или коммуникативные навыки.
Сегодняшний рынок вторичной занятости молодёжи не влияет на формирование трудовых ресурсов, отвечающих требованиям рынка. Мало того, опыт подработок не способствует формированию в группе подростков высоких карьерных притязаний. Вероятно, при формировании молодёжной политики не стоит включать во вторичную занятость подростков, а сосредоточить внимание на трудоустройстве более старших возрастных групп и, как уже говорилось, по возможности увеличить число вакансий, способствующих формированию профессиональных и коммуникативных навыков молодёжи.

## Центры вторичной занятости
Центры вторичной занятости обычно предоставляют возможность для человека найти работу в свободное от его основной деятельности время. При этом оплата производится либо на почасовой основе, либо на договорной. Среди самых распространённых вакансий в качестве вторичной занятости фигурируют:
- курьер,
- мерчендайзер,
- грузчик,
- работник торгового зала,
- кассир,
- распространитель листовок или объявлений,
- промоутер.